# Зубова Валентина Дмитрівна
Валентина Дмитрівна Зубова (19 липня 1935, Чаплі (Дніпро) — 15 червня 2004, Дніпропетровськ) — українська письменниця.

## Життєпис
Народилася у селі Чаплі Дніпропетровської області в сім'ї колгоспників. Після закінчення середньої школи в 1955—1958 рр. навчалася на історико — філологічному факультеті Дніпропетровського університету. По закінченні університету тривалий час працювала у газеті «Енергетик» Придніпровської ГРЕС. Згодом була на творчій роботі.

## Літературна діяльність
Друкується з 1954 року. На сторінках «Літературної газети» у 1957 році дебютувала добіркою поезій. Друкувалася у альманахах «Вогні Придніпров'я», «Ранок». Авторка збірки поезій «Джерело» (1959).
Визнання письменниці приніс роман «На довгій ниві» (журнал «Вітчизна», 1969, № 1–2; окреме вид. — К., 1981). У творі висвітлюється життя села до і після більшовицького перевороту 1917. На цьому тлі розгортається розповідь про жінку, яка у тяжкі часи зберегла велич і чистоту душі, любов до рідної землі. Прототипом головної героїні роману, за твердженням Зубової, стала її мама, якій і присвятила письменниця свій твір. Роман отримав широкий резонанс як серед читачів, так і критиків, які одностайно говорили про мовний колорит твору.
Літературознавиця Маргарита Малиновська звернула увагу на стиль письменниці та її мову, «не штучну мову словників, а мову самого життя». Дещо пізніше на цьому ж зосередився у своїх роздумах про твір письменник Віктор Савченко: «Побудова речень, образність, метафоричність виказували джерельну лексику мешканців українського села. Так само, як Стефаник змальовував образи своїх героїв їхньою ж лексикою, так і Зубова користувалася мовною палітрою села центральної України».